# Ле-Пор (Арьеж)
Ле-Пор (фр. Le Port) — коммуна во Франции, находится в регионе Юг — Пиренеи. Департамент коммуны — Арьеж. Входит в состав кантона Масса. Округ коммуны — Сен-Жирон.
Код INSEE коммуны — 09231.

## Население
Население коммуны на 2008 год составляло 204 человека.
| 1962 | 1968 | 1975 | 1982 | 1990 | 1999 | 2008 |
| ---- | ---- | ---- | ---- | ---- | ---- | ---- |
| 132  | 211  | 188  | 198  | 183  | 190  | 204  |

## Экономика
В 2007 году среди 134 человек в трудоспособном возрасте (15—64 лет) 86 были экономически активными, 48 — неактивными (показатель активности — 64,2 %, в 1999 году было 50,0 %). Из 86 активных работали 70 человек (37 мужчин и 33 женщины), безработных было 16 (6 мужчин и 10 женщин). Среди 48 неактивных 8 человек были учащимися или студентами, 21 — пенсионерами, 19 были неактивными по другим причинам.